# Riciclaggio dei materiali ferrosi

Il simbolo internazionale per i materiali riciclabili

Il riciclaggio dei materiali ferrosi (o riciclo dei materiali ferrosi) è un settore specifico del riciclaggio dei rifiuti, e consiste in un insieme di operazioni che vengono svolte sui rifiuti contenenti leghe ferrose per ottenere un nuovo materiale da reimmettere nei processi produttivi.
Il ferro, in lega con altri elementi, si utilizza in varie forme (ghisa, acciaio da costruzione, acciaio speciale, acciaio per utensili, ecc.) in base alle specifiche caratteristiche che sono richieste (durezza, malleabilità, resistenza meccanica o chimica, ecc.).

## Tipologie di materiali
Il riciclaggio dei materiali ferrosi viene effettuato a partire da rifiuti provenienti da:
- raccolta differenziata su suolo pubblico;
- centri di raccolta industriali;
- impianti di incenerimento dei rifiuti, dove i materiali ferrosi vengono estratti magneticamente.

La raccolta differenziata di materiali ferrosi riguarda in particolare gli imballaggi in acciaio, usati nelle attività civili, industriali, artigianali e commerciali.
L'acciaio può essere presente negli imballaggi in varie forme:
- banda stagnata (latta): foglio di acciaio ricoperto su entrambi i lati da un sottile strato di stagno, che evita l'ossidazione e la corrosione dell'acciaio; viene impiegata per barattoli e scatolette per generi alimentari;
- banda cromata: foglio di acciaio ricoperto con cromo e ossidi di cromo, impiegata soprattutto nella produzione di fondi e coperchi di tappi corona;
- lamierino o banda nera: foglio d'acciaio laminato a freddo, senza rivestimenti di altri materiali, per la fabbricazione dei fusti a utilizzo industriale.

### Cosa conferire nella raccolta dell'acciaio
- Barattoli per alimenti (ad esempio sugo di pomodoro, legumi, ecc.)
- Scatolette (ad esempio di tonno, carne in scatola, ecc.)
- Bombolette spray (che non abbiano contenuto sostanze pericolose come insetticidi, colle, diserbanti, battericidi, solventi, acidi, ecc.)
- Secchi e fusti
- Scatole da confezioni regalo (ad esempio scatola di latta per biscotti)
- Tappi e chiusure a vite o a corona, gabbiette
- Grucce per abiti in filo di ferro
- Piccoli oggetti che non sono imballaggi (ad esempio pentole, posate, viti, chiodi, forbici, graffette, lucchetti, ecc.).

## Procedure
Gli imballaggi in acciaio, se raccolti assieme ad altre categorie, vanno sottoposti a operazioni di selezione, per separarli dalle altre frazioni, con sistemi magnetici. Seguono operazioni di pulitura, frantumazione, eliminazione dello stagno, ottenendo un materiale pronto per l'acciaieria e/o fonderia.
L'acciaio è nuovamente fuso e trasformato in prodotti siderurgici (semilavorati dell'acciaio). Le industrie trasformatrici dell'acciaio provvedono infine alla lavorazione finale ottenendo nuovi prodotti.
Gli imballaggi in acciaio di grosse dimensioni (in particolare i fusti industriali), invece di essere avviati al riciclaggio, possono essere rigenerati, cioè sottoposti a un ciclo di operazioni che hanno come obiettivo il ripristino e la verifica delle caratteristiche del contenitore, rendendolo nuovamente utilizzabile. Le principali fasi sono il ripristino della forma del fusto (risanamento di bordi e ammaccature), pulizia (scolatura, lavaggio, asciugatura), verifica della tenuta e delle superfici interne, spazzolatura esterna e verniciatura.
I fusti che nel processo si rivelano eccessivamente danneggiati per essere recuperati sono avviati al riciclaggio, seguendo il percorso descritto in precedenza per i materiali ferrosi.
I materiali ferrosi possono essere riciclati un numero illimitato di volte, con notevoli risparmi di materie prime ed energia.

## Riciclaggio dei materiali ferrosi nel mondo

### In Europa
In Italia esistono opportuni consorzi di filiera, nati con il Decreto Ronchi, che si occupano del recupero di differenti frazioni merceologiche.
Per l'acciaio, tale entità è il RICREA, che ha lo scopo di favorire, promuovere e agevolare la raccolta e il riciclo degli imballaggi usati in acciaio, siano essi provenienti dall'utenza domestica che industriale.
Nel corso del 2005 il 63% degli imballaggi in acciaio immessi al consumo in Italia è stato avviato al riciclo (fonte: RICREA).

## Urban mining
Una miniera urbana (urban mining) è la riserva di metalli rari nei rifiuti di apparecchiature elettriche ed elettroniche (RAEE) di una società. L'estrazione urbana è il processo di recupero di questi metalli rari attraverso trattamenti meccanici e chimici.
Il nome è stato coniato negli anni '80 dal professor Hideo Nanjyo del Research Institute of Mineral Dressing and Metallurgy dell'Università di Tohoku e l'idea ha acquisito una notevole popolarità in Giappone (e in altre parti dell'Asia) nel 21º secolo. 
Una ricerca pubblicata dal National Institute of Materials Science del governo giapponese nel 2010 ha stimato che c'erano 6.800 tonnellate di oro recuperabili da apparecchiature elettroniche usate in Giappone.